# Euzaleptus sarawakensis
Euzaleptus sarawakensis is een hooiwagen uit de familie Sclerosomatidae.